# Carmen Miranda: A Embaixatriz do Samba
Carmen Miranda: A Embaixatriz do Samba é um documentário brasileiro de 1991 sobre a atriz e cantora Carmen Miranda, dirigido por Cristina Fonseca e exibido pela TV Cultura.
Neste filme de 50 minutos de duração são exibidos trechos raros de suas participações em programas da televisão americana, como o The Jimmy Durante Show, de filmes de época e dos musicais que lhe consagraram no Brasil e no exterior. Este material foi levantado nos arquivos da TV Cultura, do Museu Carmen Miranda, do Museu da Imagem e do Som e do fã-clube de Carmen Miranda, no Rio de Janeiro.
Conta ainda com depoimentos de Aurora Miranda, Caetano Veloso, Dorival Caymmi, Grande Othelo, Braguinha (compositor), José Lino Grünewald (poeta e crítico musical), Décio Pignatari (ensaísta), Ademar Casé (radialista), Vadeco (músico, integrante do Bando da Lua), Jorge Murad (humorista), Murilo Caldas (cantor e compositor), Robert Meyer (escritor e brasilianista) e Cássio Barsante (biógrafo de Carmen Miranda).

## Sinopse

### A infância
Seu pai, José Maria Pinto da Cunha, deixou Portugal em 1910 para tentar a vida no Brasil, mais precisamente no Rio de Janeiro, e montou uma barbearia; Sua mãe, Maria Emília Miranda da Cunha, só veio ao Brasil quando o marido estava estabelecido. Trouxe com ela as duas filhas pequenas do casal, Olinda (1907 - 1931) e Maria do Carmo, então com um pouco mais de um ano de idade. O casal teve mais quatro filhos, todos cariocas: Amaro, Cecília, Aurora e Oscar.
Maria do Carmo passou a ser chamada por Carmen pela família quando ainda era adolescente, por influência da ópera Carmen, de Georges Bizet. Desde criança a menina tinha propensão para cantar. Mas queria ser freira, e só não realizou seu sonho por interferência do pai. Estudou num colégio de freiras mas não chegou a completar o curso ginasial porque, aos 14 anos, precisou interromper os estudos para trabalhar e ajudar no sustento da casa. Foi balconista numa loja de gravatas e aprendiz de chapelaria numa loja de chapéus femininos. Era muito criativa e excelente vendedora. Em 1925, passando por graves problemas financeiros, S. José e D. Maria Emília resolveram abrir uma pensão em sua própria casa para tentar aumentar a renda da família e para que todos os filhos pudessem trabalhar. Olinda, sua irmã mais velha, era costureira e ensinava o ofício a Carmen, que aprendia rapidamente e logo passou a fazer suas próprias roupas. Olinda era considerada a mais bonita de todas as irmãs, e cantava muito bem. Mas morreu jovem, aos 23 anos, vítima da tuberculose. Todos os seis irmãos tiveram propensão à música, herdada da mãe, D. Maria Emília, que também cantava muito bem.

### O início da carreira

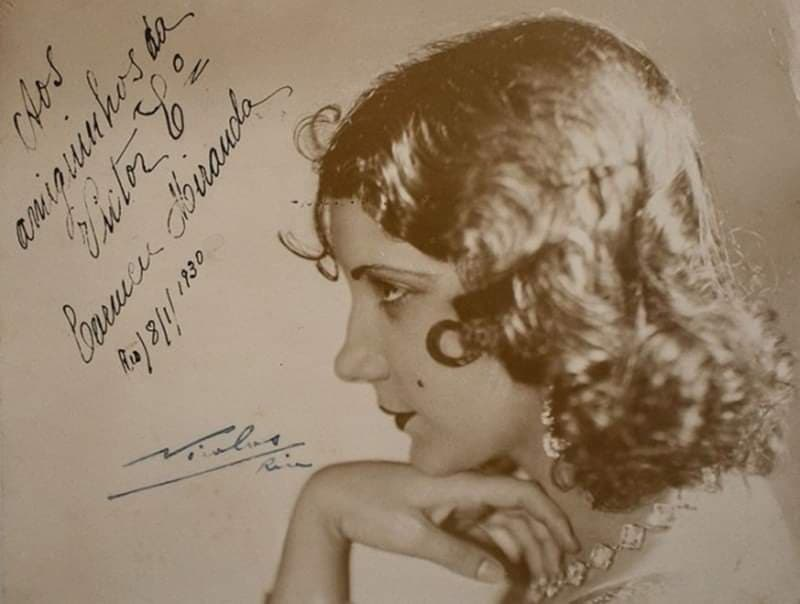
Carmen Miranda por volta de 1930.

Vários compositores almoçavam na pensão, entre eles Pixinguinha e seu grupo, e Carmen foi ficando popular como cantora: cantava em festas, reuniões e festivais. Tinha uma interpretação diferente, um quase imperceptível sotaque português que fazia mais graciosa sua apresentação. Seu repertório era composto basicamente de tangos. Em 1928, Carmen conheceu o compositor e violonista baiano Josué de Barros, que, impressionado com o seu talento, iniciou a jovem no meio artístico. O compositor, igualmente talentoso, tinha o mérito de ter “introduzido a MPB na Europa, antes da Primeira Guerra Mundial. Contudo, numa declaração de modéstia, Josué declarou em 1955 que a sua biografia podia ser escrita com três palavras: ‘eu descobri Carmen’.
A partir daí Josué passou a acompanhá-la em recitais, ensinou-lhe músicas populares, e, contra a vontade do pai, que não queria ver a filha “metida com essa coisa de música”, levou Carmen à Rádio Sociedade e depois a outras emissoras. (Logo seu José Maria foi vencido pelo sucesso da filha). Decidido a investir na cantora, Josué conseguiu com que ela gravasse um disco na gravadora Brunswick, com as músicas Não vá simbora e Se o samba é moda, ambas de Josué. O disco demorou a sair e surgiu uma nova oportunidade, a de fazer um teste na RCA Victor. Foi aceita imediatamente e em seguida gravou o seu segundo disco, com as músicas Triste jandaia e Dona Balbina, também de Josué de Barros. Como o primeiro disco ainda não havia sido lançado, os dois saíram simultaneamente, em janeiro de 1930.

### Consagração no Brasil

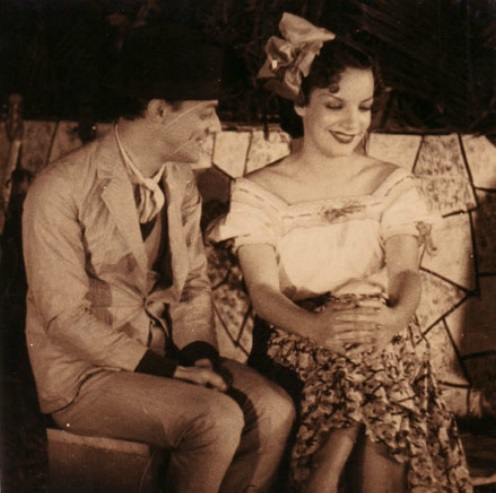
Carmen Miranda e Barbosa Júnior no filme Estudantes de 1935.

O seu primeiro grande sucesso veio nesse mesmo ano, a marcha Ta-hi!, de Joubert de Carvalho. Desde então sua vida mudou completamente. Em menos de seis meses já era considerada a maior cantora popular brasileira. Passou a ser requisitada em festas e festivais promovidos por jornais e teatros, para cantar ou apenas comparecer, sua presença já era motivo de destaque.
Em 1931, excursionou para a Argentina junto com os cantores Francisco Alves, Mário Reis e o bandolinista Luperce Miranda, obtendo o primeiro êxito no exterior. Foi para esse país como cantora mais oito vezes (de 1933 a 1938). No ano seguinte participou de vários shows para promover músicas carnavalescas e fez uma grande excursão pelo nordeste do Brasil. Em 1933, Aurora Miranda, sua irmã mais nova, passou a acompanhá-la como cantora em diversos shows.
Sua estréia no cinema se deu em 1932 com o filme O Carnaval Cantado de 1932, e no ano seguinte A Voz do Carnaval, ambos de Adhemar Gonzaga. Atuou em outras produções, todas de Wallace Downey: Alô, Alô, Brasil (1935); Estudantes (1935); Alô, Alô, Carnaval (1936) e Banana da Terra (1939), seu último filme no Brasil, no qual interpretava O que é que a baiana tem? acompanhada pelo Bando da Lua. Foi nesse filme que criou o estilo que a consagrou no mundo inteiro: roupas de baiana, turbantes, balangandãs, sandálias plataforma, as conhecidas gesticulações dos braços e do corpo.
Carmen foi cantora exclusiva de diversas rádios: Victor (em São Paulo), Mayrink Veiga (onde foi “a primeira cantora de rádio a merecer contrato, quando todos recebiam somente cachês”), Odeon e Tupi. Recebeu diversos slogans: “Cantora do it”, “Embaixatriz do samba”, “Ditadora risonha do samba” e, o mais significativo, “Pequena Notável”, sendo os dois últimos criados por César Ladeira, famoso radialista.
Em 1938 seu pai faleceu. Carmen ficou muito abalada e pensou até em abdicar de sua carreira, mas tinha vários contratos fechados. Até 1939, ano em que foi morar nos Estados Unidos, a Pequena Notável cantou em cinemas, cassinos, teatros, rádios e feiras, além das diversas excursões que fez a São Paulo e à Argentina. Quando estava em temporada no Cassino da Urca, foi contratada pelo empresário norte-americano Lee Schubert, que ficou impressionadíssimo com o seu talento, para ser uma das principais intérpretes na revista musical The Streets of Paris, na Broadway, ao lado de grandes nomes.
Três dias antes da sua partida, houve uma festa de despedida no auditório da Rádio Mayrink Veiga e César Ladeira celebrou o triunfo de Carmen com essas palavras: ‘Contratada diretamente, sem nenhum empenho particular de quem quer que seja, apenas pelo valor pessoal, pelo valor indiscutível de sua arte incomparável, Carmen Miranda vai levar a música do Brasil em sua expressão mais encantadora para a Broadway.’” Lee Schubert não queria que Carmen levasse o Bando da Lua, mas a cantora exigiu que o grupo a acompanhasse e se comprometeu a pagar as despesas de três dos sete componentes do grupo. Carmen e o Bando da Lua seguiram para os Estados Unidos em maio de 1939.

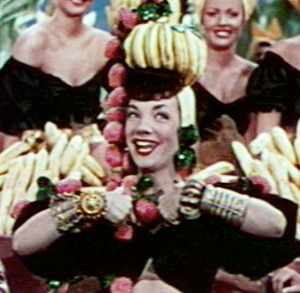
Carmen Miranda em Entre a Loura e a Morena (1943), dirigido por Busby Berkeley.

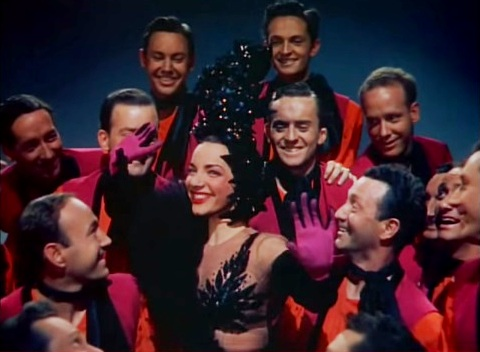
Carmen Miranda em Greenwich Village (1944), dirigido por Walter Lang.

Em julho de 1940, a cantora veio ao Brasil para o casamento de sua irmã Aurora. Apesar da calorosa recepção em seu desembarque no porto, ao fazer um show beneficente no dia 15 de julho no Cassino da Urca, teve um choque com a frieza do público, que a julgou “americanizada”. Profundamente abalada, Carmen cancelou todos os espetáculos e, execrada pela crítica, isolou-se por muitos dias em sua casa. Dois meses depois planejou uma reaparição no mesmo Cassino da Urca com um novo repertório do qual fazia parte o sucesso Disseram que voltei americanizada. Foi um estrondo, e a crítica voltou a elogiá-la.

### Brazilian Bombshell
A crítica aplaudiu fervorosamente a Pequena Notável e o Bando da Lua que, deslumbrados, descobriam um novo mundo bem distante do Brasil e se perguntavam como estariam fazendo tanto sucesso se ninguém entendia nada do que eles cantavam. Carmen criou uma linguagem universal, falava com seu corpo, suas mãos, seus olhos, seu sorriso. E recebeu seu slogan americano: “Brazilian Bombshell” (que pode ser traduzido como “A Explosão Brasileira”).
Em outubro de 1940, Carmen Miranda assina um contrato com a 20th Century Fox para uma série de filmes: Serenata Tropical, Uma Noite no Rio, Aconteceu em Havana, Minha Secretária Brasileira, Entre a Loura e a Morena, Serenata Boêmia, entre outros, num total de 19 em sua carreira, 5 no Brasil e 14 nos EUA.
Em 24 de março de 1941, Carmen foi convidada a deixar impressas a sua assinatura, as marcas de suas mãos e seus pés na calçada da fama do Chinese Theatre. Só as grandes estrelas de Hollywood tinham esse privilégio: Carmen foi a única sul-americana a deixar suas marcas na famosa calçada.

### Vida pessoal
Durante as filmagens de Copacabana, Carmen conheceu o norte-americano David Sebastian (1908 - 1990) montador de filmes nos estúdios da Columbia Pictures e com quem casou-se no dia 17 de março de 1947, numa cerimônia simples. A vida amorosa da Brazilian Bombshell nunca virou manchete. Seus romances foram sempre discretos, e nunca confirmados. Tudo indica que Carmen teve uma grande paixão quando jovem, o remador Mário Cunha. Seu envolvimento com Aloysio de Oliveira, do Bando da Lua, também foi muito íntimo. Seu casamento, repentino, causou espanto em muitos. Mas Carmen dizia estar apaixonada. David passou a trabalhar como seu empresário e foi morar com ela, em sua casa, em Beverly Hills (Los Angeles), onde moravam também sua mãe, D. Maria Emília, Aurora e seu marido Gabriel Richaid.
No ano seguinte ao de seu casamento Carmen engravidou. Ser mãe era um de seus maiores desejos. Seu casamento já não ia muito bem, e os diversos compromissos aliados a uma crise conjugal não permitiram que ela repousasse o necessário. Quando viajava para Nova York sentiu-se mal e teve um aborto natural. Sentindo-se muito culpada, a cantora aumentou suas atividades, entregou-se de corpo e alma ao trabalho, o que, aos poucos, foi deteriorando sua saúde, teve inúmeras crises de depressão. O casamento é apontado por todos os biógrafos e estudiosos de Carmen Miranda como o começo de sua decadência moral e física.
Tomava remédios para dormir, para acordar, misturados com álcool. Quando apresentou-se em Londres, ainda em 1948, teve síndrome de palco, e tinha que tomar tranqüilizantes para encarar o público. Em 1951 fez uma turnê no Havaí e em 1953 uma grande excursão pela Europa. Sua fama era tamanha que não podia sair à rua, e, na Itália, no final de uma apresentação, seus fãs tentaram arrancar-lhe as roupas, o que a deixou profundamente abalada. “Passava os dias chorando. Sentia-se muito solitária num país estrangeiro, cercada por uma mãe carinhosa porém reprovadora, e um marido gentil e paciente, porém culturalmente distante. Em seus momentos de fraqueza, Carmen sentia uma tremenda falta dos amigos brasileiros de sua juventude, seus parceiros de música e seu público. Tinha saudades do Rio de Janeiro. Faziam-lhe também muita falta sua irmã Aurora e seus sobrinhos. No início de 1952, devido a desentendimentos com David, os Richaid tinham partido de vez de Los Angeles. (…) Não havia remédio que curasse sua solidão e suas saudades.”

### A volta depois de 14 anos
Em 3 de dezembro de 1954, Carmen retornou ao Brasil após uma ausência de 14 anos viajando e fazendo shows pelo mundo, além de estar morando nos EUA.
| “ | Minha gente, estou feliz! Não sei dizer outra coisa. Como é gostoso voltar para casa! | ” |

Por conta do uso cada vez mais frequente dos barbitúricos para poder dar conta de uma agenda extenuante, Carmen desenvolveu uma série de sintomas característicos do uso de drogas, seu médico brasileiro constatou a dependência química e tentou desintoxicá-la. Ficou quatro meses internada em tratamento numa suíte do hotel Copacabana Palace. Carmen melhorou, embora não tenha abandonado completamente remédios. Os exames realizados no Brasil não constataram alterações de frequência cardíaca.

### Morte
Quatro meses depois regressou aos EUA, para reencontrar seu marido e reassumir seus compromissos como artista. Aceitou todas as propostas de trabalho, e, estafada, aos 46 anos, em 5 de agosto de 1955, após uma apresentação num programa de TV, teve um enfarte fulminante quando ia dormir. Estava sozinha, em seu quarto, e só foi encontrada no dia seguinte, por seu marido. Foi enterrada no cemitério São João Batista, no Rio de Janeiro. O enterro foi acompanhado por mais de 500 mil pessoas cantando Ta-hi!, seu primeiro sucesso e Adeus batucada.
D. Maria, sua mãe, voltou para o Rio e viveu na casa que era de Carmen até sua morte, em 1971. David Sebastian, seu marido, que só veio conhecer o Brasil no dia do enterro de Carmen, voltou para os Estados Unidos para retomar seu trabalho como empresário e, pouco tempo depois, casou-se com uma amiga do casal que, ironicamente, chamava-se Carmen. Ficou explícito que David como empresário explorou sua esposa, e a fez sofrer muito com sua indiferença pelo Brasil.
No ano seguinte, o prefeito do Rio de Janeiro Francisco Negrão de Lima assinou um decreto criando o Museu Carmen Miranda, o qual somente foi inaugurado em 1976 no Aterro do Flamengo.

#### Legado
A memória de Carmen Miranda é mantida viva por admiradores em dezoito fãs-clubes no Brasil e outros nos Estados Unidos, Austrália, Cuba, França, África do Sul, Inglaterra, Itália e Índia. (…) Carmen virou mito. Foi muitas vezes redescoberta na América, Europa e Ásia. E, como ondas, mais e mais imitações de Carmen Miranda surgem no palco, na televisão, em filmes e até em histórias de quadrinhos em países onde ela pouco se apresentou ou onde nunca cantou.
É provável que a cantora quisesse voltar ao Rio de Janeiro definitivamente, mas não foi apoiada por seu marido. Em 20 anos de carreira deixou sua voz registrada em 279 gravações no Brasil e mais 34 nos EUA, num total de 313 gravações.